# Wintrust Arena
La Wintrust Arena est une salle omnisports inauguré en 2017 au centre de conventions McCormick Place à Chicago. La Wintrust Arena se trouve au 200 East Cermak Road dans le secteur de Near South Side.

## Histoire
Ses occupants sont le Sky de Chicago de la WNBA (qui signe à l'été 2017 un contrat d'occupation pour les années 2018-2022) et l'équipe universitaire des Blue Demons de DePaul. Sa capacité est de 10 387 places.